# Sovjak, Sveti Jurij ob Ščavnici
Sovjak je naselje v Občini Sveti Jurij ob Ščavnici.